# دوري التحدي السويسري 2010–11
دوري التحدي السويسري 2010-11 هو الموسم الثامن من دوري التحدي السويسري ، وهو المستوى الثاني من هرم الدوري السويسري لكرة القدم. بدأ في 23 يوليو 2010 وانتهى في 25 مايو 2011. فاز في هذا الموسم نادي لوزان